# Kōji Yamamuro
Kōji Yamamuro (jap. 山室光史 Yamamuro Kōji; ur. 17 stycznia 1989 r.) – japoński gimnastyk. Zdobył srebrny i brązowy medal podczas World Artistic Gymnastics Championships oraz srebrny medal podczas Igrzysk Olimpijskich w Londynie.